# خبرگزاری شبستان
خبرگزاری شبستان یک خبرگزاری ایرانی وابسته به وزارت فرهنگ و ارشاد اسلامی است که در زمینه انتشار فعالیتهای کانونهای فرهنگی هنری مساجد فعالیت میکند. شبستان در سال ۸۳ به صورت آزمایشی و در قالب وبگاه راه اندازی شد و به انعکاس رویدادهای مساجد پرداخت. در  آذرماه ۱۳۸۶ با دریافت مجوز خبرگزاری از معاونت امور مطبوعاتی و اطلاع‌رسانی وزارت فرهنگ و ارشاد اسلامی فعالیت خود را در فضای مجازی به صورت رسمی آغاز کرد. 
خبرگزاری شبستان دارای ۳۲ دفتر نمایندگی (۳۱ مرکز استان و منطقه جنوب کرمان) و ترجمه روزانه اخبار به ۷ زبان زنده دنیا (انگلیسی، روسی، عربی، اردو، مالایو، آذری و بنگالی) است.
طبق آخرین رتبه‌بندی خبرگزاری‌ها که از سوی معاونت امور مطبوعاتی و اطلاع‌رسانی وزارت فرهنگ و ارشاد اسلامی در بهمن ۹۵ منتشر شد؛ شبستان توانست رتبه ششم را در بین خبرگزاری‌های عمومی از آن خود نماید. این درحالی است که در نخستین رتبه‌بندی؛ جایگاه هفتم از آن این خبرگزاری شد.